# Contea di Yuba
La contea di Yuba, in inglese Yuba County, si trova negli Stati Uniti d'America, nella regione della California denominata Central Valley, a nord di Sacramento. Nel 2010 aveva una popolazione di 72 155 abitanti. Capoluogo è Marysville.

## Geografia
La contea si trova nel centro-nord dello Stato. Si colloca nel nord della Central Valley. Nella parte orientale si innalza la Sierra Nevada. Il fiume Feather forma il confine sud-occidentale, mentre il fiume Yuba parte del confine orientale. Il lago maggiore è il New Bullards Bar Reservoir, che si trova nel nord-est della contea. Nella contea si trova anche la Beale Air Force Base.

### Contee confinanti
- Contea di Butte - nord
- Contea di Plumas - nord-est
- Contea di Sierra - nord-est
- Contea di Nevada - est
- Contea di Placer - sud
- Contea di Sutter - ovest

## Storia
La contea è una delle 27 originarie della California e fu creata nel 1850. Fu chiamata come l'omonimo fiume, che a sua volta prende il nome di un villaggio di nativi, Yubu.

## Comuni[6]

### Cities
- Marysville (capoluogo)
- Wheatland

### Census-designated places
- Beale Air Force Base
- Camptonville
- Challenge-Brownsville
- Dobbins
- Linda
- Loma Rica
- Olivehurst
- Plumas Lake
- Smartsville